# Auflance
Auflance és un municipi francès situat al departament de les Ardenes i a la regió del Gran Est. L'any 2007 tenia 90 habitants.

## Demografia

### Població
El 2007 la població de fet d'Auflance era de 90 persones. Hi havia 40 famílies de les quals 20 eren unipersonals (4 homes vivint sols i 16 dones vivint soles), 8 parelles sense fills, 8 parelles amb fills i 4 famílies monoparentals amb fills.
La població ha evolucionat segons el següent gràfic:
Habitants censats

### Habitatges
El 2007 hi havia 57 habitatges, 40 eren l'habitatge principal de la família, 14 eren segones residències i 3 estaven desocupats. Tots els 56 habitatges eren cases. Dels 40 habitatges principals, 34 estaven ocupats pels seus propietaris, 3 estaven llogats i ocupats pels llogaters i 3 estaven cedits a títol gratuït; 2 tenien dues cambres, 4 en tenien tres, 11 en tenien quatre i 23 en tenien cinc o més. 23 habitatges disposaven pel capbaix d'una plaça de pàrquing. A 8 habitatges hi havia un automòbil i a 23 n'hi havia dos o més.

### Piràmide de població
La piràmide de població per edats i sexe el 2009 era:
| Homes | Edats   | Dones |
| ----- | ------- | ----- |
| 0     | 95 o +  | 0     |
| 0     | 90 a 94 | 0     |
| 4     | 85 a 89 | 0     |
| 0     | 80 a 84 | 0     |
| 0     | 75 a 79 | 0     |
| 0     | 70 a 74 | 4     |
| 4     | 65 a 69 | 4     |
| 4     | 60 a 64 | 4     |
| 4     | 55 a 59 | 0     |
| 0     | 50 a 54 | 8     |
| 8     | 45 a 49 | 0     |
| 0     | 40 a 44 | 0     |
| 4     | 35 a 39 | 8     |
| 0     | 30 a 34 | 0     |
| 0     | 25 a 29 | 0     |
| 0     | 20 a 24 | 0     |
| 0     | 15 a 19 | 4     |
| 4     | 10 a 14 | 0     |
| 0     | 5 a 9   | 8     |
| 0     | 0 a 4   | 4     |

## Economia
El 2007 la població en edat de treballar era de 63 persones, 46 eren actives i 17 eren inactives. De les 46 persones actives 42 estaven ocupades (29 homes i 13 dones) i 4 estaven aturades (1 home i 3 dones). De les 17 persones inactives 3 estaven jubilades, 8 estaven estudiant i 6 estaven classificades com a «altres inactius».
Activitats econòmiques
L'únic establiment que hi havia el 2007 era d'una empresa de serveis.
L'any 2000 a Auflance hi havia 8 explotacions agrícoles que ocupaven un total de 188 hectàrees.

## Poblacions més properes
El següent diagrama mostra les poblacions més properes.